# Житльонок Дмитро Михайлович
Житльонок Дмитро Михайлович (також Житльонок Дмитро Мусійович, * 5 травня 1957, Ленінград) — український гірничий інженер, кандидат технічних наук, генеральний директор ДП «Дзержинськвугілля».

## Біографія
Народився 1957 року в Ленінграді. 1974 року вступив на фізико-технічний факультет Московського гірничого інституту. Після його закінчення 1980 року почав працювати головним технологом з механізації підготовчих робіт у ВО «Артемвугілля». З 1987 року працював на шахті імені В. І. Леніна ВО «Артемвугілля» помічником начальника, заступником начальника, начальником підземної дільниці підготовчих робіт.
1996 року призначений на посаду директора шахти ім. Ю. О. Гагаріна ВО «Артемвугілля», а в жовтні 1998 року — технічним директором, першого заступника генерального директора ВО «Артемвугілля». В квітні 2000 року призначений генеральним директором ДП «Дзержинськвугілля», де працював до серпня 2004 року. 2001 року закінчив Донецьку державну академію управління зі спеціальністю «Маркетинг».
Магістр з економіки, кандидат технічних наук, член-кореспондент Академії гірничих наук, дійсний член міжнародної академії авторів наукових відкриттів та винаходів. Наукова діяльність спрямована на пошук, дослідження та впровадження нових заходів для боротьби із газодинамічними явищами. Автор понад 70 наукових робіт, серед низ 3 монографі1 та 5 навчальних посібників.
В період з 18 серпня 2004 року до листопада 2005 року обіймав посаду генерального директора ДП «Донецька вугільна коксівна компанія». З листопада 2005 року до червня 2006 року — в.о. генерального директора ДП «Дзержинськвугілля», а з 5 червня 2006 року — вдруге призначений генеральним директором ДП «Дзержинськвугілля».
2010 року обраний депутатом Донецької обласної ради від міста Дзержинська.

## Нагороди
- 2001 рік — орден «За заслуги» ІІІ ступеня[5].
- 2004 — «Заслужений шахтар України».
- кавалер знака «Шахтарська слава» трьох ступенів.
- нагорода УПЦ МП «Святий Димитрій Солунський».